# Театры Минска
Первые упоминания про театральную жизнь Минска относятся до середины XVII века во время существования Минского школьного театра при Минском иезуитском коллегиуме. С конца 1770-х годов в Минске выступали польские гастрольные театральные коллективы. Первые профессиональные трупы появились в конце XVIII века. Во второй половине 1840-х годов гастролировали русские театральные коллективы. У театра не было своего здания, поставновки исполнялись в городских зданиях или частных домах. Первый в Минске театр открылся в 1890 году и назывался Минский городской театр. На конец 2012 года в Минске работало 10 профессиональных театров.

## Список театров
В списке представлены закрытые и действующие театры Минска.

### Действующие
Театры в подчинении Министерства культуры Республики Беларусь:
| Название                                                         | Адрес                        | Открыт | Художественное руководство                                   | Изображение | Примечания                                                  |
| ---------------------------------------------------------------- | ---------------------------- | ------ | ------------------------------------------------------------ | ----------- | ----------------------------------------------------------- |
| Большой театр Беларуси                                           | Площадь Парижской Коммуны, 1 | 1933   | Директор: Александр Евгеньевич Петрович                      |             | Единственный оперный театр и крупнейший театр в Белоруссии. |
| Национальный академический драматический театр имени М. Горького | ул. Володарского, 5          | 1932   | Директор: Эдуард Иванович Герасимович                        |             |                                                             |
| Национальный академический театр имени Янки Купалы               | ул. Энгельса, 7              | 1890   | Директор: Шестаков Александр Викторович                      |             |                                                             |
| Республиканский театр белорусской драматургии                    | ул. Кропоткина, 44           | 1990   | Художественный руководитель: Вячеслав Иванович Иноземцев     |             |                                                             |
| Молодёжный театр эстрады                                         | ул. Московская, 18а          | 1997   | Художественный руководитель: Владислава Игоревна Артюковская |             |                                                             |

Театры в подчинении управления культуры Минского городского исполнительного комитета:
| Название                                                      | Адрес                 | Открыт | Художественное руководство                                | Изображение | Примечания |
| ------------------------------------------------------------- | --------------------- | ------ | --------------------------------------------------------- | ----------- | --- |
| Белорусский государственный академический музыкальный театр   | ул. Мясникова, 44     | 1970   | Директор: Адам Мурзич                                     |             | |
| Белорусский государственный молодёжный театр                  | ул. Козлова, 17       | 1984   | Художественный руководитель: Виктор Андреевич Старовойтов |             | |
| Новый драматический театр                                     | ул. Лизы Чайкиной, 16 | 1987   |                                                           |             | Основан как Минский драматический театр «Где-Я?». Переименован в 2004 году в Новый драматический театр г. Минска. |
| Белорусский государственный академический театр юного зрителя | ул. Энгельса, 26      | 1931   | Художественный руководитель: Вера Полякова-Макей          |             | |
| Белорусский государственный театр кукол                       | ул. Энгельса, 20      | 1938   | Директор: Е. В. Климаков                                  |             | |

Остальные театры:
| Название                                                                                     | Адрес                      | Открыт | Художественное руководство                                  | Изображение | Примечания |
| -------------------------------------------------------------------------------------------- | -------------------------- | ------ | ----------------------------------------------------------- | ----------- | ---------- |
| Знич                                                                                         | проспект Независимости, 50 | 1989   | Директор: Галина Алексеевна Дягилева                        |             |            |
| ИнЖест                                                                                       | ул. Ландера, 6а            | 1980   | Директор: Светлана Карюкина                                 |             |            |
| Современный художественный театр                                                             | ул. Октябрьская, 5         | 2004   | Художественный руководитель: Владимир Васильевич Ушаков     |             |            |
| Театр-студия киноактёра                                                                      | проспект Победителей, 13   | 1980   | Директор: Алла Валерьевна Стебакова                         |             |            |
| Территория мюзикла                                                                           | пр. Независимости, 25      | 2012   | Директор: Якубович Дмитрий Николаевич                       |             |            |
| Драматический театр Белорусской Армии                                                        | ул. Красноармейская, 3     | 2002   | Директор: Воробей Дмитрий Зигмундович                       |             |            |
| Театральная мастерская Наталии Башевой (Камерный драматический театр, Иммерсивный шоу-театр) | ул. Фрунзе, 5              | 2010   | Директор: Башева Наталья Олеговна                           |             |            |
| Русский Детский Театр                                                                        | ул. Октябрьская, 5         | 2008   | Художественный руководитель: Рулёв Никита Владимирович      |             |            |
| Народный литературный театр “Живое слово” БГПУ                                               |                            | 1966   | Художественные руководители: Сивохина Олеся и Мойский Алесь |             |            |
| Современник                                                                                  | ул. Октябрьская, 5         | 2024   | Художественный руководитель: Роман Шидловский               |             |            |

### Закрытые
| Название                                    | Открыт | Закрыт | Художественное руководство | Адрес | Примечания                              | Ссылки      |
| ------------------------------------------- | ------ | ------ | --- | ----- | --------------------------------------- | ----------- |
| Белорусский государственный еврейский театр | 1926   | 1949   | М. Ф. Рафальский (с 1926 года), В. Я. Головчинер (с 1942 года)                                                                        | Минск |                                         |             |
| Минский народный театр                      | 1947   | 1992   | К. Арбенин (1950—1954, 1957—1963), П. Иванов (с 1964 года), З. Стома (с 1969 года), В. Глинский (с 1971 года), В. Новиков (1990—1992) | Минск | В 1960 году присвоено звание народного. | [ 5 ]       |
| Христофор                                   | 1987   | 2017   | | Минск |                                         | [ 6 ] [ 7 ] |

## Самые посещаемые театры (2016 год)
1. Национальный академический Большой театр оперы и балета Республики Беларусь — 239 693 посетителя;
2. Белорусский государственный академический музыкальный театр — 137 570 посетителей;
3. Национальный академический драматический театр имени М. Горького — 82 990 посетителей;
4. Национальный академический театр имени Янки Купалы — 78 495 посетителей[8].